# Vuistbal

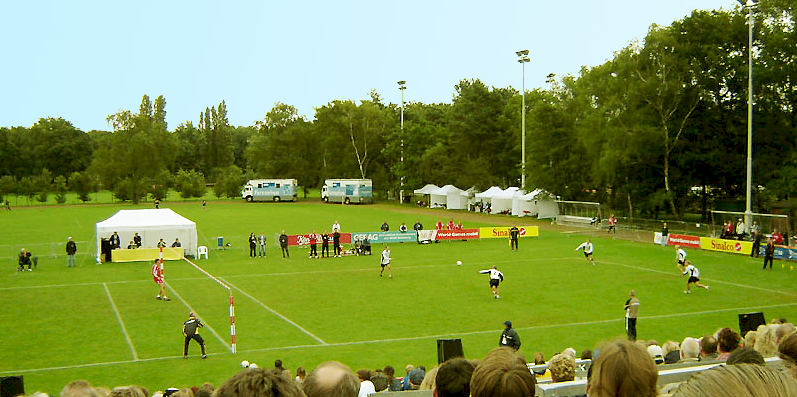
Vuistbalveld

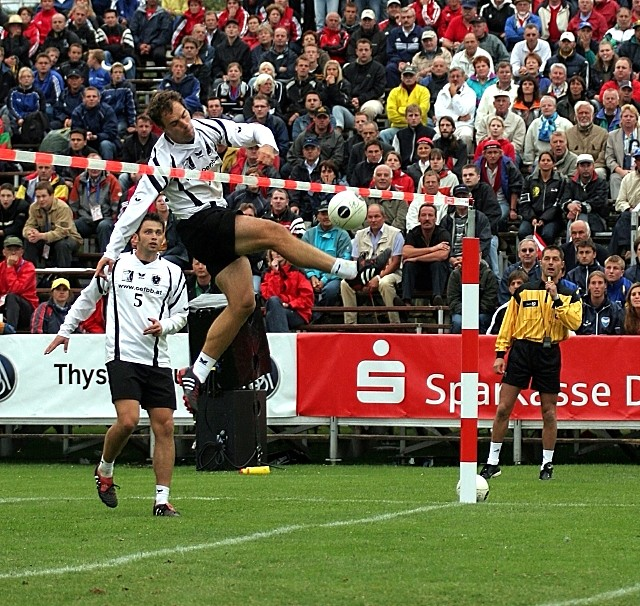
Een speler slaat de bal over het net

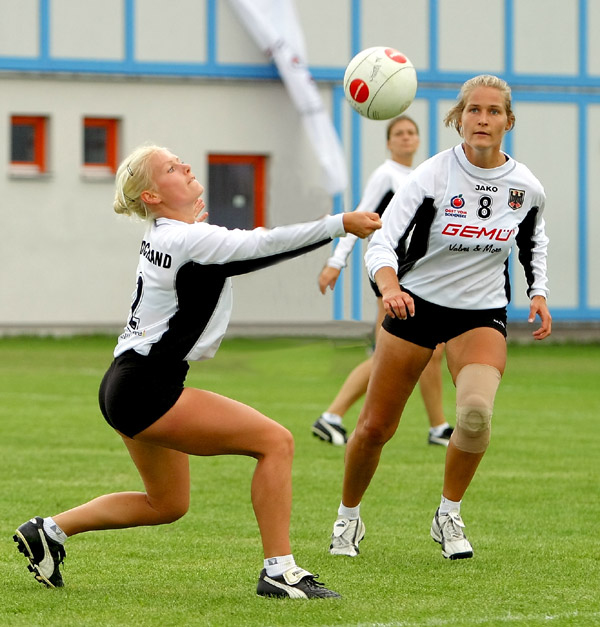
Een vuistbalspeelster in actie

Vuistbal is een balsport van Europese origine. Het is vergelijkbaar met volleybal in de zin dat spelers in twee teams proberen om de bal over het net te slaan. De sport wordt gespeeld in meer dan 50 landen wereldwijd, met de grootste concentratie van teams in Duits sprekende landen. In 2016 zijn er ook voor het eerst teams opgericht in België en Nederland. De huidige Wereldkampioen vuistbal bij de mannen is Duitsland, winnaars van zowel de zogenaamde World Championships in 2019 als de World Games in 2017.

## Geschiedenis
Wanneer vuistbal exact is bedacht is onbekend. Wat wel bekend is, is dat de roots in het zuiden van Europa liggen, waarschijnlijk in Italië. De eerste bekende geschreven referentie naar vuistbal is namelijk door de Romeinse Keizer Gordianus III (ca. 240 n.Chr.). De eerste regels zijn gedocumenteerd door Antonius Scaiono in 1555.
Pas in 1870 werd vuistbal geïntroduceerd in Duitsland door Georg Weber. Origineel was vuistbal eerder een gymnastische sport. In 1885 was het bijvoorbeeld onderdeel van het Duitse Gymnastiek Festival in Dresden. In 1894 werden de eerste Duitse competitieregels neergeschreven door Georg Weber en DR. Heinrich Schnell.
Rond het begin van de 20ste eeuw begon de sport zich meer en meer te verspreiden, voornamelijk in Duits sprekende contreien. Duitse emigranten introduceerden vuistbal ook in andere continenten, voornamelijk in Zuid-Amerika en West-Afrika. In de Verenigde Staten werd de sport populair dankzij de leerkracht Christopher Carlton, die het had opgestoken toen hij naar Italië was gereisd.
De eerste Duitse Kampioenschappen werden georganiseerd in 1913 in Leipzig, toen nog steeds als onderdeel van het Gymnastiek Festival. LLB Frankfurt was de winnaar, met 114:101 tegen MTV Munich. Tijdens de Eerste Wereldoorlog werden er geen kampioenschappen gehouden. In 1921 werden ook de eerste kampioenschappen voor vrouwen georganiseerd. Gedurende deze periode begon de populariteit van vuistbal te groeien, onafhankelijk van andere gymnastieksporten. In 1927 waren er bijna 12 000 teams alleen al in Duitsland.
Door de frequentere en intensere competities is het rond deze periode dat de competitieregels ook zijn gewijzigd naar de spelregels die momenteel ook nog steeds van toepassing zijn, met een grotere focus op het winnen van punten door het forceren van fouten bij het andere team. Deze speelstijl was meer atletisch en dynamisch, waarop de tactieken ook drastisch begonnen te veranderen.
Ook tijdens Wereldoorlog II was er een hiatus in de vuistbal competitie en kampioenschappen. Vanaf 1947 werden deze opnieuw opgestart.
Een volgende grote sprong in de vooruitgang van vuistbal kwam er in 1960, toen de International Fistball Association (IFA) werd opgericht, met als doel de spelkwaliteit en bekendheid te vergroten. De IFA is nog steeds de overkoepelende organisatie die de nationale associaties en federaties representeert wereldwijd.
De eerste officiële vuistbal Wereldkampioenschappen voor mannen werden door het IFA georganiseerd in 1968 te Linz, Oostenrijk. Toenmalig West-Duitsland was de winnaar van deze eerste editie. De eerste Wereldkampioenschappen voor vrouwen werden 26 jaar later georganiseerd, in 1994 in Buenos Aires, Argentinië. Ook hier won Duitsland het goud.
Sinds het begin van dit decennium ondervindt vuistbal een ware Renaissance. In 2013 is de Australische federatie opgericht, waarna de Zuid-Afrikaanse Associatie volgde in 2014.

### België en Nederland
In 2016 zijn daar de Belgische Vuistbal Associatie en de Nederlandse Vuistbal Bond officieel bijgekomen, beiden nu onderdeel van de IFA.
In Dronten is in september 2016 de Fistball Club Dronten opgericht. In 2018 is in Bennekom het nationale team opgericht, die later ook wordt ingeschreven voor het Europees kampioenschap in augustus 2018 waar het op de tiende en laatste plaats eindigde.

## Spelregels

### Algemeen
Vuistbal is een teamsport waar twee teams tegen elkaar spelen, elk op een half veld, gelijkend op volleybal. De teams zijn verdeeld door een centrale lijn met een net gespannen op 2m hoogte tussen twee palen. Als het net wordt aangeraakt door een speler of de bal, dan is dit een fout en gaat het punt naar het andere team.
Elk team bestaat uit 5 spelers. De spelers proberen de bal over het net te spelen, vanuit hun helft naar de helft van de tegenspeler. Hierbij mogen enkel de armen en de gesloten vuisten worden gebruikt. In tegenstelling tot volleybal, mogen geen andere lichaamsonderdelen gebruikt worden noch de open hand. Beide situaties worden als fout beschouwd. Een team probeert zo de bal naar de andere speelhelft de spelen op een manier waarbij het andere team hier niet meer in slaagt. Van zodra de bal over het net gaat, mag de bal tot drie keer toe worden aangeraakt door drie verschillende spelers van het andere team. Ook dit is verschillend met volleybal, waar eenzelfde speler de bal twee keer mag aanraken zolang een andere speler hiertussen de bal heeft aangeraakt. Verder mag de bal telkens één keer stuiteren vóór elk contact met een speler. Dit betekent dat de bal mag stuiteren vlak nadat hij over het net is geweest. Echter, wanneer de bal stuitert en over het net gaat zónder dat een van de teamspelers hem nog heeft aangeraakt, dan wordt ook dit als fout aangerekend.
Wel zoals in volleybal worden de 3 toetsen meestal gebruikt om de bal te redden, setten en smashen.
Een team mag tot 3 reservespelers hebben, die ongelimiteerd en op eender welke moment gewisseld kunnen worden tussen punten in.

### Scoren
Een wedstrijd wordt gespeeld over sets met punten. Een punt wordt gewonnen wanneer het andere team de bal niet kan terugspelen of een fout begaat. Het team dat het punt heeft verloren, mag het volgende punt beginnen met opslaan, alweer in tegenstelling tot volleybal.
De set wordt gewonnen door de partij die het eerst 11 punten heeft behaald. Een verschil van 2 punten is hierbij vereist. Zo nodig wordt er doorgespeeld tot een partij een voorsprong van twee punten heeft behaald, dan wel als eerste het vijftiende punt maakt. Het aantal winnende sets alvorens een match beëindigd is en een winnaar is aangeduid, varieert van klasse tot klasse. Hierbij geldt meestal de regel dat hoe hoger de klasse, des te meer winnende sets er worden gespeeld. Tijdens toernooien is het ook mogelijk dat er een tijdslimiet geldt per set in plaats van een match op basis van punten, dit voor organisatorische redenen.

### Fouten
De telling van punten geschiedt op basis van 'fouten' of wanneer het team de bal niet over het net krijgt gespeeld. Als het ene team een fout maakt, krijgt het andere team een punt. Fouten zijn:
- De bal of een speler raakt het net of een van de palen.
- De bal raakt de grond buiten het speelveld.
- De bal raakt de grond twee keer achter elkaar zonder een contact door een speler tussenin.
- De bal wordt onder het net of langs de zijkant van een paal gespeeld. Indien de 3 aanrakingen nog niet voltooid zijn echter, mag de bal nog steeds worden teruggespeeld in de hoop hem correct over het net te spelen.
- Meer dan drie spelers raken de bal voordat de bal over het net gespeeld is.
- Eenzelfde speler raakt de bal tweemaal aan voordat de bal over het net gespeeld is.
- Een speler raakt de bal aan met een lichaamsonderdeel dat niet de arm of de vuist is.
- De eerste landingsvoet van de speler landt over de opslaglijn.
- De bal gaat over het net nadat hij gebotst is maar voordat een speler de bal nog heeft kunnen aanraken.
In tegenstelling tot volleybal, wordt er geen gewag gemaakt van lijnfouten. Inderdaad, het is toegestaan om onder het net door te lopen zolang de speler in kwestie niemand van het andere team hindert.

## Speelveld
Vuistbal kan zowel binnen als buiten gespeeld worden. Als binnenveld gebruikt men vaak een officieel handbalveld, dat 40 op 20 meter meet. De bal heeft een hogere en meer gecontroleerde bots in een speelhal, wat een groot effect heeft op de speltactiek. Verder is elk contact van de bal met een muur of plafond, een fout.
Een buitenveld heeft afmetingen van 50 op 20 meter (25 op 20 meter voor elke helft van een veld).
De buitenlijnen behoren tot het veld. Wanneer de bal dus een lijn raakt, telt dit niet als fout en gaat het spel gewoon verder.
Het veld wordt in tweeën gesplitst door een wit-rood gestreept lint van 5 centimeter dikte op een hoogte van 2 meter. De opslaglijn bevindt zich op 3 meter van dit lint.
Wanneer een speler opslaat, moet zijn staande voet (voor staande opslagen) of zijn eerste landingsvoet (voor opslagen met sprong) zich volledig achter deze lijn bevinden. Rondom het veld ligt een uitloopzone, waarin nog steeds gespeeld wordt en waarbinnen zich dus geen supporters mogen bevinden.
Bovenstaande afmetingen zijn voor volwassen spelers. Zo spelen de jongste spelers met een lint op 1,6 meter hoogte.